# Плетнёв, Пётр Фёдорович
Пётр Фёдорович Плетнёв (1915—1994) — подполковник Советской Армии, участник Великой Отечественной войны, Герой Советского Союза (1945).

## Биография
Пётр Плетнёв родился 10 июля 1915 года в селе Желанное (ныне — Шацкий район Рязанской области). После окончания четырёх классов школы и ПТУ работал в совхозе. В 1939 году Плетнёв был призван на службу в Рабоче-крестьянскую Красную Армию. В том же году он окончил курсы младших лейтенантов. Участвовал в боях советско-финской войны. С начала Великой Отечественной войны — на её фронтах.
К октябрю 1943 года майор Пётр Плетнёв командовал батареей 1001-го стрелкового полка 279-й стрелковой дивизии 51-й армии 4-го Украинского фронта. Отличился во время освобождения Запорожской области Украинской ССР и Крыма. 24 октября 1943 года батарея Плетнёва участвовала в боях за высоту 91,4 на шоссе Васильевка — Михайловка Запорожской области, где отразила шесть немецких контратак. В критический момент боя Плетнёв лично вёл огонь по противнику, уничтожив 5 танков, 1 автомашину и разгромив 2 батальона немецкой пехоты. В ходе последующих боёв в районе Сиваша батарея Плетнёва своим проделала большое количество проходов в немецких инженерных заграждениях, что способствовало успешным действиям стрелковых частей. В общей сложности во время боёв за освобождение Крыма Плетнёв лично уничтожил 10 бронемашин, 50 огневых точек, 7 автомашин и более 100 артиллерийских орудий.
Указом Президиума Верховного Совета СССР от 24 марта 1945 года за «мужество, отвагу и героизм, проявленные в борьбе с немецкими захватчиками», майор Пётр Плетнёв был удостоен высокого звания Героя Советского Союза с вручением ордена Ленина и медали «Золотая Звезда» за номером 6374.
В 1946 году в звании подполковника Плетнёв был уволен в запас. Проживал и работал в родном селе. Скончался 27 марта 1994 года, похоронен на кладбище села Желанное.
Был также награждён орденами Красного Знамени, Отечественной войны 1-й и 2-й степеней, Красной Звезды, рядом медалей.